# Rathaus Friedrichshagen
Das Rathaus Friedrichshagen, 1899 eingeweiht, war bis 1920 das Amtshaus der eigenständigen Gemeindeverwaltung Friedrichshagen. Das Gebäude befindet sich in der Bölschestraße 87 im Berliner Bezirk Treptow-Köpenick, Ortsteil Friedrichshagen. Zwischen 1920 und 2011 diente es wechselnden Zwecken, bis 2014 stand es leer. Eine von Gewerbetreibenden und Einwohnern gegründete Gesellschaft betreibt das denkmalgeschützte Gebäude und entwickelt es seit 2013 zu einem offenen Volkshaus. Grundlage ist der im Februar 2014 abgeschlossene langfristige Nutzungsvertrag.

## Geschichte
Für die Geschicke des aufstrebenden Ortes Friedrichshagen sorgten die Gemeinde-, Amts- und Standesamtsverwaltung, die sich anfangs in einem Mietshaus in der Breestpromenade 12 eingerichtet hatten. Bruno Wille, ein ortsansässiger Schriftsteller, schilderte die Nöte der Verwaltung wie folgt:

„Längs der Wände lagen die Akten aufgestapelt, in den Fächern hölzerner Gestelle ohne Verschluss, dem Staube, der Vergilbung, den Motten preisgegeben. Ein paar Schreiberseelen hockten an Pulten, und wenn sie nicht frühstückten, rauchten oder plauderten, hörte man ihre Federn kritzeln, dazu im Sommer den ländlichen Fliegenschwarm summen und beim Nachbarn die Hühner gackeln.“

Zusätzlich trafen sich die Ratsherren „in einem Saale des Restaurateurs Franz Lerche hierselbst Friedrichstraße 81 zu den Berathungen“. Dort wurde im März 1897 beschlossen, ein repräsentatives Rathaus mit angeschlossenem Gefängnis und Standesamt in der Friedrichstraße 85 (spätere Bölschestraße 87) bauen zu lassen. Das Grundstück hatte die Gemeinde als Vermächtnis des Polizeihauptmanns Carl Ferdinand Bayer („zu Lehrerwohnungen und zu Schulzwecken“) erhalten. Die Gemeindevertretung beschloss am 1. Juni 1897 ein „Ausschreiben“, wonach Friedrichshagener Handwerker Projekte für einen Rathausbau einreichen sollten. Die ausgesetzten Preise von 300 und 200 Mark gewann Zimmermeister Peter Groth für seine beiden eingereichten Vorschläge. Der Bau nach dem Siegerentwurf begann noch im selben Jahr. Die feierliche Einweihung des Rathauses erfolgte am 9. November 1899. Der Bau hatte 120.000 Mark gekostet (kaufkraftbereinigt in heutiger Währung: rund 1,01 Millionen Euro), die durch eine Anleihe bei der Niederbarnimer Kreissparkasse bereitgestellt werden konnten. Von dieser Summe blieb ein Betrag übrig, mit dem die Pflasterung der Friedrichstraße finanziert wurde.
Das in seiner ursprünglichen Form weitestgehend erhaltene Amtshaus sollte auch der angestrebten Selbstständigkeit der Gemeinde Friedrichshagen dienen. Die Ratsversammlung tagte jedoch nur bis zur Eingemeindung von Friedrichshagen nach Groß-Berlin 1920 hier. Danach verlor das Rathaus seine Funktion, blieb aber noch bis zum Ende des Zweiten Weltkriegs Dienstsitz für einige Bereiche der Verwaltung wie der Steuerkasse. Von vor 1946 bis 2011 beherbergte das Gebäude eine Polizeiwache.

## Neue Nutzung ab 1991
Das durch Auszug der Polizisten leerstehende ehemalige Rathaus sollte nach dem Willen der Bezirksverwaltung verkauft werden. Neben Investoren, die das seit den 1970er Jahren unter Denkmalschutz stehende Gebäude in eine noble Eigentumswohnanlage umwandeln wollten, gab es eine von Gewerbetreibenden und Friedrichshagener Bürgern gegründete Kommanditgesellschaft („Rathaus Friedrichshagen GmbH & Co KG“), die die Immobilie zum damaligen Verkehrswert von etwa drei Millionen Euro kaufen wollte, nachdem eine kreditgebende Bank bereits gefunden worden war. Um zu einem entsprechenden Vertragsabschluss mit einer Nutzungsbindung über mindestens 15 Jahre zu gelangen, sollten noch mehrere Gesellschafter mit einem jeweiligen Eigenkapital von mindestens 5000 Euro gewonnen werden (Stand April 2012). Die neuen Eigentümer („Ratsmitglieder“) streben eine Mischnutzung zu kulturellen, sozialen und gewerblichen Zwecken an. Dazu sollen in die gut sanierten Räume unter anderem eine Kita, ein Bürgeramt, eine Kaffeestube, auch eine Außenstelle des Standesamtes Treptow-Köpenick einziehen. Der Ratskeller sollte wieder eine gastronomische Einrichtung werden. Einer der Initiatoren der Bürgeraktion ist Tobias Apelt, der bereits das Seebad Friedrichshagen und zwei Strandbars betreibt. Er äußerte sich optimistisch:

„Unser Ziel ist es, das 260. Ortsjubiläum im nächsten Jahr in unserem Rathaus zu feiern.“

Im Dezember 2012 fanden Verhandlungen zwischen dem Liegenschaftsfonds und der Rathaus-GmbH statt, die im Februar 2014 zum Abschluss eines Erbbaurechtsvertrags führten. Dieser beinhaltet eine Laufzeit bis Ende 2053 und sieht die Eröffnung einer Kita und den Betrieb eines Bürgertreffs vor. Ende Juni 2014 eröffnete als erste Einrichtung das SPD-Wahlkreisbüro Rathaus Friedrichshagen im Grünen Haus der Abgeordneten Renate Harant, MdA, und Matthias Schmidt, MdB. Kurze Zeit später folgten der Computertreff Netti 3.0, der Friedrichshagener Schirm (den Betreibern eines Ortsportals im Internet) sowie die Freie Schule für Musik. Das Rathaus steht für vielfältige Aktionen offen, wie dem Tag des Offenen Denkmals oder dem Tag der Offenen Ateliers. Seit dem Jahre 2022 findet die Mehrzahl der wissenschaftlichen Veranstaltungen der Leibniz-Sozietät im historischen Ratssaal statt.

## Architektur
Das viergeschossige Gebäude wurde größtenteils im Stil der Spätgotik ausgelegt, auch Elemente der Renaissance finden sich in dem Bauwerk. Die Fassade zur Bölschestraße, der Hauptstraße des Ortsteils, ist asymmetrisch aufgeteilt und mit Cottaer Sandstein ausgeführt. Über einem spitzbogigen Eingangsportal folgt ein Erker, der in Höhe der zweiten Etage in einem Balkon endet. Links vom Balkon wurde in einem auffälligen abgetreppten Ziergiebel das breite und hohe mehrteilige Fenster für den Ratssaal eingearbeitet. Es wird bildartig von einem Relief eingerahmt, das mittig über dem Fenster die Rathausuhr trägt. Die Seitenflächen des Hauses werden ebenfalls von getreppten Giebeln gebildet. Das steile Satteldach endet in einem aufgesetzten schmaleren Dach, das wiederum einen achteckigen Dachreiter mit Laterne trägt. Das Steildach wird durch zwei Reihen Gauben aufgelockert.

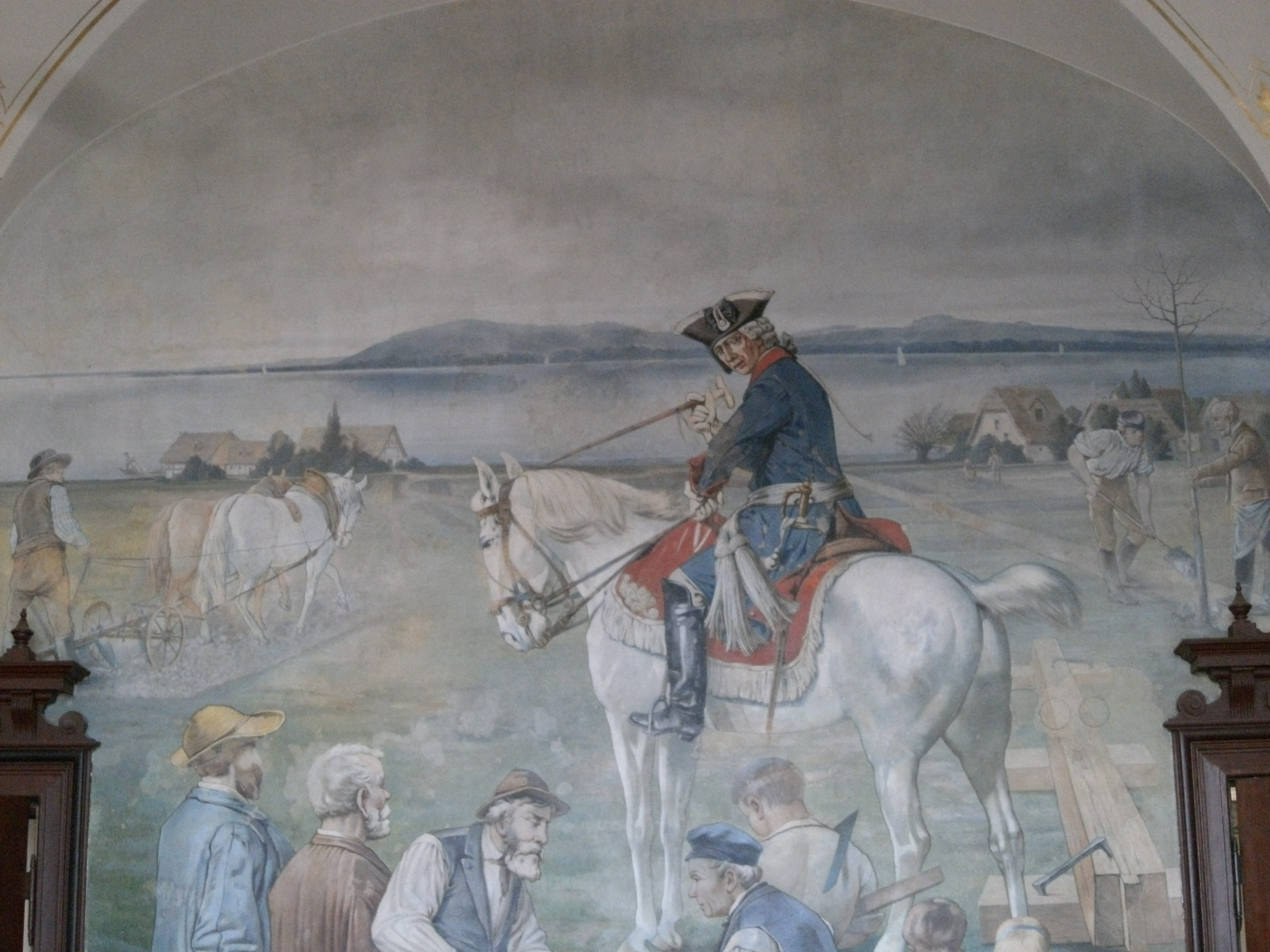
Woldemar Friedrich: Der Alte Fritz und die Siedler

Das Innere des Gebäudes ist reich mit Stuck geschmückt. Bemerkenswert ist der Ratssaal mit Holzpaneelen, mit Schnitzereien verzierten Türen, einem Rippengewölbe mit Wandnischen und einem Zierfries. Bei der Sanierung der Räumlichkeiten 1999 wurde ein Wandgemälde im Ratssaal freigelegt und restauriert, das den Namensgeber des Ortsteils, Friedrich II. hoch zu Ross beim Besuch der Kolonisten in Friedrichshagen, zeigt. Das Bild Der Alte Fritz und die Siedler von Woldemar Friedrich wurde 1903 im Ratssaal gemalt und galt als vernichtet.

## Ratskeller
Der historische Ratskeller war bis zur politischen Wende 1990 Treffpunkt gesellschaftlicher und sozialer Einrichtungen wie dem Wohnbezirksausschuss, Wohnungs- und Schiedskommissionen, Schachfreunde der ,BSG Chemie’.
Der Keller des Rathauses wurde saniert und erweitert, um dort eine Gasthausbrauerei einzurichten. Das erfolgte planmäßig; die Brauerei Friedrichshagen bewirtschaftet ihn.